# جان مریم
جان مریم ترانه‌ای است که توسط محمد نوری سروده و اجرا شده‌است. این ترانه، از معروف‌ترین ترانه‌های محمد نوری است و باعث به شهرت رسیدن او شد. کامبیز مژدهی آهنگ‌سازی این ترانه را انجام داده‌است و متن آن هم توسط محمد نوری نوشته شده‌است. بر طبق گفتهٔ محمد حشام، کارشناس موسیقی بی‌بی‌سی، چیزی که در وهلهٔ اول در این ترانه توجه را جلب می‌کند، «سادگی چشم‌اندازی است که از «روستا» طرح می‌کند در پیوند با آهنگی که نفس روستاهای شمال در آن جاری است». این ترانه تاکنون توسط چندین خوانندهٔ دیگر هم بازخوانی شده‌است. پری زنگنه، یک نسخهٔ اپرا از این ترانه را بازخوانی کرده‌است. السید هم یک نسخهٔ پاپ از این ترانه را بازخوانی کرده‌است. این ترانه در فهرست ۱۰۰ آهنگ ماندگار به انتخاب شبکه من و تو هم گنجانده شده‌است.
در هفتم مارس ۲۰۱۵ ارکستر سمفونیک مونترآل به رهبری «کنت ناگانو» تنظیم جمشید شریفی این ترانه را اجرا کرد.